# Elnur Mammadli
Elnur Mammadli (ázerbájdžánsky Elnur Məmmədli), (* 29. června 1988) je bývalý ázerbájdžánský zápasník – judista, olympijský vítěz z roku 2008.

## Sportovní kariéra
S judem se seznámil v 9 letech v Baku a trénoval pod vedením Jašara Allahverdijeva (Yaşara Allahverdiyeva). V roce 2006 se nečekaně stal mistrem Evropy. V témže roce začala i jeho rivalita s Jihokorejcem Wang Ki Čchunem - na mistrovství světa juniorů i seniorů s ním těsně prohrál, v roce 2008 mu prohru vrátil se všemi úroky na olympijských hrách v Pekingu. Pro zlatou olympijskou medaili si došel po suverenním výkonu a navázal tak na zlato svého krajan Nazima Husejnova z roku 1992.
V roce 2009 si užíval popularity ve své rodné zemi a na tatami se vrátil až po dvou letech s blížícím se mistrovství světa. V polostřední váze kam přestoupil patřil mezi absolutní světovou špičku, ale medaile z mistrovství světa mu těsně unikala. V roce 2011 získal svůj druhý titul mistra Evropy, ale v roce 2012 podcenil přípravu na olympijské hry v Londýně a nečekaně vypadl v prvním kole s Kanaďanem Antoine Valois-Fortier.
V roce 2013 ještě experimentoval se střední váhou, ale potom co dostal funkci viceprezidenta ázerbájdžánského judistického svazu, se přestal sportu vrcholově věnovat.

### Vítězství
- 2007 - 1x světový pohár (Řím)
- 2008 - 1x světový pohár (Hamburk)
- 2010 - 1x světový pohár (Káhira)
- 2011 - turnaj mistrů (Baku)
- 2012 - turnaj mistrů (Almaty)

## Výsledky
| Turnaj             | 2004       | 2005       | 2006       | 2007       | 2008       | 2009             | 2010             | 2011             | 2012             |
| Turnaj             | 16         | 17         | 18         | 19         | 20         | 21               | 22               | 23               | 24               |
| Turnaj             | lehká váha | lehká váha | lehká váha | lehká váha | lehká váha | polostřední váha | polostřední váha | polostřední váha | polostřední váha |
| ------------------ | ---------- | ---------- | ---------- | ---------- | ---------- | ---------------- | ---------------- | ---------------- | ---------------- |
| Olympijské hry     | —          |            |            |            | 1.         |                  |                  |                  | úč.              |
| Mistrovství světa  |            | —          |            | 2.         |            | —                | 5.               | úč.              |                  |
| Mistrovství Evropy | —          | —          | 1.         | úč.        | úč.        | —                | —                | 1.               | —                |
| MS juniorů         | —          |            | 5.         |            |            |                  |                  |                  |                  |
| ME juniorů         | úč.        | —          | —          | —          |            |                  |                  |                  |                  |
| ME kadetů          | 1.         |            |            |            |            |                  |                  |                  |                  |

## Podrobnější výsledky

### Olympijské hry
| Rok      | Kategorie        |  | 1/64                                  | 1/32                              | 1/16                                 | čtvrtfinále                       | semifinále                   | finále                         |
| -------- | ---------------- |  | ------------------------------------- | --------------------------------- | ------------------------------------ | --------------------------------- | ---------------------------- | ------------------------------ |
| LOH 2008 | lehká váha       |  | volný los                             | výhra - 2:03/kgu Dirk Van Tichelt | výhra - 1:27/stg Konstantin Semjonov | výhra - 1:47/kgu+keg Kim Čchol-su | výhra - 3:00/son Ali Malumat | výhra - 0:13/kib Wang Ki-čchun |
| LOH 2012 | polostřední váha |  | prohra - (yus) Antoine Valois-Fortier | -                                 | -                                    | -                                 | -                            | -                              |

### Mistrovství světa
| Rok     | Kategorie        |  | 1/128                      | 1/64                   | 1/32                    | 1/16                    | čtvrtfinále         | semifinále         | opravy                      | o bronz                  | finále               |
| ------- | ---------------- |  | -------------------------- | ---------------------- | ----------------------- | ----------------------- | ------------------- | ------------------ | --------------------------- | ------------------------ | -------------------- |
| MS 2007 | lehká váha       |  | volný los                  | výhra Nick Tritton     | výhra Leandro Guilheiro | výhra Vsevolod Zeljonyj | výhra Robert Geß    | výhra Sezer Huysuz | -                           | -                        | prohra Wang Ki-čchun |
| MS 2009 | -                |  | nestartoval                | nestartoval            | nestartoval             | nestartoval             | nestartoval         | nestartoval        | nestartoval                 | nestartoval              | nestartoval          |
| MS 2010 | polostřední váha |  | výhra Grigol Šindžikašvili | výhra João Neto        | výhra Christoph Keller  | výhra Ivan Nifontov     | prohra Flávio Canto | -                  | výhra Siradžutdin Magomedov | prohra Masahiro Takamacu | -                    |
| MS 2011 | polostřední váha |  | výhra Tomislav Marijanović | výhra Marián Benkóczky | výhra Safvan Attaf      | prohra Artem Vasylenko  | -                   | -                  | -                           | -                        | -                    |

### Mistrovství Evropy
| Rok     | Kategorie        |  | 1/64                  | 1/32                    | 1/16                    | čtvrtfinále                | semifinále           | finále                 |
| ------- | ---------------- |  | --------------------- | ----------------------- | ----------------------- | -------------------------- | -------------------- | ---------------------- |
| ME 2006 | lehká váha       |  | x                     | výhra Martin Thiblin    | výhra Salamu Medžidov   | výhra Georgi Georgiev      | výhra Bryan van Dijk | výhra Daniel Fernandes |
| ME 2007 | lehká váha       |  | x                     | prohra Dirk Van Tichelt | -                       | -                          | -                    | -                      |
| ME 2008 | lehká váha       |  | x                     | výhra Ilija Vukotić     | prohra Daniel Fernandes | -                          | -                    | -                      |
| ME 2009 | -                |  | nestartoval           | nestartoval             | nestartoval             | nestartoval                | nestartoval          | nestartoval            |
| ME 2010 | -                |  | nestartoval           | nestartoval             | nestartoval             | nestartoval                | nestartoval          | nestartoval            |
| ME 2011 | polostřední váha |  | výhra Pavlos Garaklov | výhra Srđan Mrvaljević  | výhra Murat Chabačirov  | výhra Tomislav Marijanović | výhra Alain Schmitt  | výhra Sergiu Toma      |
| ME 2012 | -                |  | nestartoval           | nestartoval             | nestartoval             | nestartoval                | nestartoval          | nestartoval            |